# Col des Lèques
Der Col des Lèques ist ein Gebirgspass im französischen Département Alpes-de-Haute-Provence. Er hat eine Scheitelhöhe von 1148 m und liegt an der Route nationale 85, die zwischen Castellane und Barrême als Route Napoléon bekannt ist.